# Société nationale d'encouragement à l'agriculture

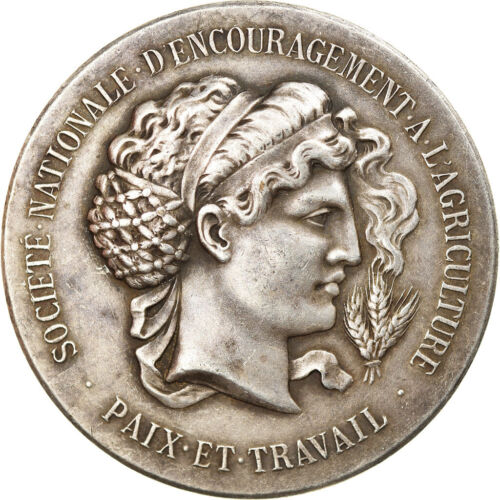
Médaille de la Société Nationale d'Encouragement à l'Agriculture.

La Société nationale d'encouragement à l'agriculture (SNEA) est créé en 1880 par le gouvernement Gambetta dont Jules Mayjurou de Lagorsse, secrétaire général fondateur de la SNEA. Cette société a pour but de soutenir les projets ministériels et de favoriser l'implantation des caisses de crédit mutuel et des coopératives. La revue associée, la Semaine agricole, commence à paraître l’année suivante, avec une publication hebdomadaire. La SNEA se distingue de la Société des agriculteurs de France (SAF) car elle annonce s'adresser avant tout aux petits et moyens agriculteurs, et non pas exclusivement à la grande culture. Il s'ensuit la création d'un ministère chargé de l'agriculture, mot qui n'avait alors jamais figuré en tant que tel dans le titre des ministères précédents. L’agriculture était intégrée aux ministères de l’Intérieur, puis du Commerce et des Travaux publics. 

## Sources